# Autofrettage

Diagramme Inkscape pour illustrer l'autofrettage

L'autofrettage est un procédé qui permet d'induire des contraintes résiduelles de compression sur les parois internes d'une pièce creuse, dans le but d'augmenter de façon significative la tenue en fatigue de pièces mécaniques creuses.

## Principe
La pièce est soumise pendant quelques secondes à une pression (3 000 à 9 000 bar) qui va générer une déformation plastique de la paroi interne pouvant s'apparenter à de l'écrouissage de précontrainte.

## Domaines d’application
- Industrie du pétrole et gaz : pièces dédiées aux forages, extraction, etc
- Industrie mécanique : pompe très haute pression, vérin, injection plastique, contrôle, épreuves.
- Automobile : répartiteur (rampes ou sphères) et faisceau (tubes) d'un système d'injection directe à rampe commune.
- Aéronautique.
- Armement (notamment les canons).
- Chimie
- Industrie nucléaire.

## Source
- (fr) « Autofrettage » sur aquarese.fr.